# Ischyropsalididae
Famille
Les Ischyropsalididae sont une famille d'opilions dyspnois. On connaît plus d'une trentaine d'espèces dans trois genres.

## Distribution
Les espèces de cette famille se rencontrent en Europe et en Amérique du Nord.

## Liste des genres
Selon World Catalogue of Opiliones (22/04/2021) :
- Ceratolasmatinae Shear, 1986
  - Acuclavella Shear, 1986
  - Ceratolasma Goodnight & Goodnight, 1942
- Ischyropsalidinae Simon, 1879
  - Ischyropsalis Koch, 1839

## Publication originale
- Simon, 1879 : « Les Ordres des Chernetes, Scorpiones et Opiliones. » Les Arachnides de France, vol. 7, p. 1-332.